# نويليس ليه فيرميليس
نويليس ليه فيرميليس (بالفرنسية: Noyelles-lès-Vermelles)‏ هي بلدية تقع في إقليم باد كاليه من منطقة نور با دو كاليه في شمال فرنسا. تبلغ مساحة هذه المدينة 2.53 (كم²)، وترتفع عن سطح البحر 32 م، يبلغ عدد سكانها 2070 نسمة حسب إحصاء المعهد الوطني للإحصاء والدراسات الاقتصادية سنة 2009 م. وترأس Léon Copin البلدية خلال فترة (2008-2014).

## توأمة
لنويليس ليه فيرميليس اتفاقيات توأمة مع كل من:
- فالدنبورغ (1969 - )[9]
- Łomianki [الإنجليزية]‏ (2 نوفمبر 1990 - )[10]